# Верейці (станція)
Верéйці (біл. Вярэ́йцы) — вузлова залізнична станція Могильовського відділення Білоруської залізниці на електрифікованій магістральній лінії Гомель — Мінськ. Від станції відгалужується неелектрифікована лінія Верейці — Гродзянка (завдожки 34 км). Розташована неподалік однойменного села Верейці Осиповицького району Могильовської області. 

## Історія
Станція Верейці виникла 1899 року.
1910 року споруджена лінія до станції Гродзянка. Основним призначенням залізничної лінії був вивіз лісу. Регулярний пасажирський рух до станції Гродзянка тривав до червня 1941 року, після закінчення Другої світової війни рух було відновлено.
3 листопада 1972 року завершена електрифікація дільниці Талька — Осиповичі I. Відкрито рух приміських електропоїздів сполученням Мінськ — Осиповичі.

## Пасажирське сполучення
Через станцію Верейці прямують поїзди регіональних ліній економкласу до станцій Мінськ-Пасажирський (Інститут культури), Бобруйськ, Осиповичі I та вантажно-пасажирський поїзд під локомотивною тягою сполученням Осиповичі — Гродзянка (двічі на день). У складі вантажно-пасажирського поїзда зазвичай курсують один-два пасажирських вагони, в залежності від сезону і пасажиропотоку, також нерідко курсує з вантажними вагонами.
Приблизний час у дорозі з усіма зупинками до станції Мінськ-Пасажирський — 1 год. 50 хв., Осиповичі I — 12 хв., Гродзянка — 1 год. 06 хв.